# Báo và Phát thanh Truyền hình Quảng Ninh
Đài Phát thanh - Truyền hình Quảng Ninh (tiếng Anh: Quang Ninh Radio - Television Station, viết tắt: QTV) là một đơn vị sự nghiệp, trực thuộc Ủy ban nhân dân tỉnh
Quảng Ninh. Từ ngày 1/1/2019, với việc sắp xếp lại các cơ quan truyền thông trong tỉnh, QTV, cùng với báo Quảng Ninh (trực thuộc Tỉnh uỷ), cổng thông tin điện tử tỉnh Quảng Ninh (trực thuộc Ủy ban nhân dân tỉnh) và báo Hạ Long (thuộc Hội Văn học nghệ thuật tỉnh) đã trở thành một bộ phận trong cơ quan truyền thông mới của tỉnh là 'Trung tâm Truyền thông tỉnh Quảng Ninh' (tiếng Anh: 'Quang Ninh Media Group'; viết tắt: QMG).
Từ ngày 8/8, theo quyết định số 2354-QĐ/TU của tỉnh ủy Quảng Ninh, Trung tâm truyền thông tỉnh Quảng Ninh được đổi tên thành Báo và Phát thanh Truyền hình Quảng Ninh.

## Lịch sử
- Từ tháng 4 và đầu tháng 5/1956: Hai Đài Truyền thanh Hòn Gai và TX Cẩm Phả được lắp đặt thiết bị do Liên Xô (cũ) giúp đỡ, gồm máy tăng âm, phòng bá âm, máy ghi âm cùng hệ thống dây chuyền dẫn và loa phóng thanh.
- Ngày 02/09/1956, tiếng loa truyền thanh đầu tiên vang trên đất mỏ, đánh dấu sự ra đời của Đài Truyền thanh Khu Hồng Quảng, tiền thân của Đài PT-TH Quảng Ninh.
- Ngày 30/10/1963: Nhà nước quyết định hợp nhất tỉnh Hải Ninh và khu Hồng Quảng thành tỉnh Quảng Ninh, Đài Truyền thanh của hai địa phương hợp nhất thành Đài Truyền thanh Quảng Ninh.
- Năm 1976: Đài Truyền thanh Quảng Ninh được Đài Tiếng nói Việt Nam chuyển giao Đài A4 với máy phát sóng trung GZ-10-2 do Trung Quốc sản xuất, công suất 10KW, tần số 750 KHZ. Từ đây Đài có tên mới là Đài Phát thanh Quảng Ninh.
- 19h ngày 02/09/1983, chương trình truyền hình đầu tiên trên kênh 12 đã phát sóng thành công, đánh dấu mốc son quan trọng trong sự nghiệp phát triển phát thanh, truyền hình của tỉnh. Đây cũng là chương trình truyền hình màu đầu tiên tại khu vực Đông Bắc. Chương trình của Đài Truyền hình Việt Nam được in băng từ Hà Nội chuyển về để phát sóng.
- Năm 1989, tỉnh đã ký thỏa thuận khánh thành Đài Phát thanh - Truyền hình Quảng Ninh.
- Năm 1992, Đài Phát thanh Quảng Ninh được thành lập với kênh phát thanh trên tần số 103.1MHz.
- Năm 1998, Đài Phát thanh Quảng Ninh đổi thành Đài Phát thanh - Truyền hình Quảng Ninh
- Năm 2000, Phát thử nghiệm kênh QTV trên kênh 38 UHF.
- Năm 2001, Kênh Thời sự - Chính trị - Tổng hợp QTV phát chính thức.
- Năm 2008, Trang thông tin điện tử của Đài Phát thanh - Truyền hình Quảng Ninh được thành lập.
- Ngày 05/02/2009, Kênh QTV được phát sóng trên vệ tinh Vinasat-1.
- Ngày 01/06/2009, QTV chính thức phát sóng 24/24h.
- Ngày 19/05/2010, kênh QTV3 phát sóng thử nghiệm.
- Ngày 21/06/2010, kênh QTV đổi tên thành QTV1. Chính thức phát song song 2 kênh QTV1 và kênh QTV3.
- Năm 2011, QTV3 tăng thời lượng phát sóng lên 24/24h. Cùng năm, ra mắt chương trình "Radio Quảng Ninh giờ cao điểm" trên sóng FM 97.8MHz.
- Năm 2012, Đài phối hợp với Đài PTTH Quảng Tây xuất bản đặc san Hoa Sen - đặc san song ngữ Việt Nam - Trung Quốc.
- Năm 2016, Ra mắt hệ thống Trung tâm bảo hành Phát thanh - Truyền hình Quảng Ninh.
- Ngày 18/12/2018, Ban Thường vụ Tỉnh ủy Quảng Ninh đã ban hành Quyết định số 1276-QĐ/TU về việc thành lập Trung tâm Truyền thông tỉnh Quảng Ninh trên cơ sở sáp nhập Đài PT&TH tỉnh cùng với ba đơn vị báo chí của tỉnh là báo Quảng Ninh, Cổng thông tin điện tử tỉnh Quảng Ninh và báo Hạ Long.[3] Ngày 2/1/2019, Tỉnh ủy Quảng Ninh đã tổ chức lễ công bố quyết định thành lập Trung tâm Truyền thông tỉnh[4], chính thức đánh dấu sự ra đời của cơ quan truyền thông này.
- Cũng trong năm 2019, Đài phát sóng thử nghiệm kênh QTV1 HD.
- Tháng 1/2019, Kênh QTV3 được phát sóng trên vệ tinh Vinasat-1.
- Tháng 4/2019, Kênh QTV3 phát sóng theo tiêu chuẩn HD (QTV3 HD).
- Từ ngày 15/05/2019, Kênh QTV1 HD chính thức phát sóng sau vài tháng thử nghiệm.
- Ngày 30/08/2019, Chính thức lên sóng 2 kênh QTV1 HD, QTV3 HD trên hệ thống truyền hinh cáp kĩ thuật số MyTV.
- Ngày 8/8/2025, Theo quyết định số 2354-QĐ/TU của tỉnh ủy Quảng Ninh, Trung tâm truyền thông tỉnh Quảng Ninh được đổi tên thành Báo và Phát thanh Truyền hình Quảng Ninh.[5]

## Lãnh đạo
- Tổng biên tập - Giám đốc: Nguyễn Thế Lãm (từ năm 2024)
- Phó Tổng biên tập - Phó Giám đốc: 
  1. Đỗ Ngọc Bích
  2. Nguyễn Văn Hùng
  3. Nguyễn Thị Thiện
  4. Hoàng Chí Dũng
  5. Nguyễn Văn Trường
  6. Bùi Thị Thu Hương

## Các kênh
- QTV1: Kênh Thời sự - Chính trị - Tổng hợp. Phát sóng 24/24h trên VTVcab, VTC, HTVC, SCTV, THVLc, LAcab, Vinasat-1, DTV
- QTV3: Kênh Thể thao - Giải trí - Thông tin kinh tế. Phát sóng 24/24h trên VTVcab, VTC, HTVC, LAcab, Vinasat-1, DTV
- QTV: Kênh hòa sóng từ 30 tết đến mùng 3 tết
- FM 97,8 MHz[6]: Kênh phát thanh tổng hợp phát sóng từ 19/24h.
- FM 94,7 MHz:  Kênh phát thanh thông tin, đối ngoại phát sóng 18/24h.
- Cả 2 kênh FM 97,8 MHz và FM 94,7 MHz sẽ hòa sóng từ 30 tết đến mùng 3 tết tương tự như phía truyền hình kênh QTV1 và QTV3 hòa sóng

### Thời lượng phát sóng
- QTV1: 24/24h.
- QTV3: 24/24h.
- FM 97,8 MHz: 12/24h.
- FM 94,7 MHz: 7/24h

## Thành tích
Năm 1962: Đài Truyền thanh khu Hồng Quảng (tiền thân của Đài PT-TH Quảng Ninh ngày nay) được Nhà nước tặng thưởng Huân chương Lao Động hạng Ba.
Năm 1981: Đài Phát thanh Quảng Ninh được Nhà nước tặng thưởng Huân chương Lao Động hạng Nhì.
Tháng 7-2011: Đài PT-TH Quảng Ninh được Chủ tịch nước trao tặng Huân chương Độc Lập hạng Ba.